# Abhinn Shyam Gupta

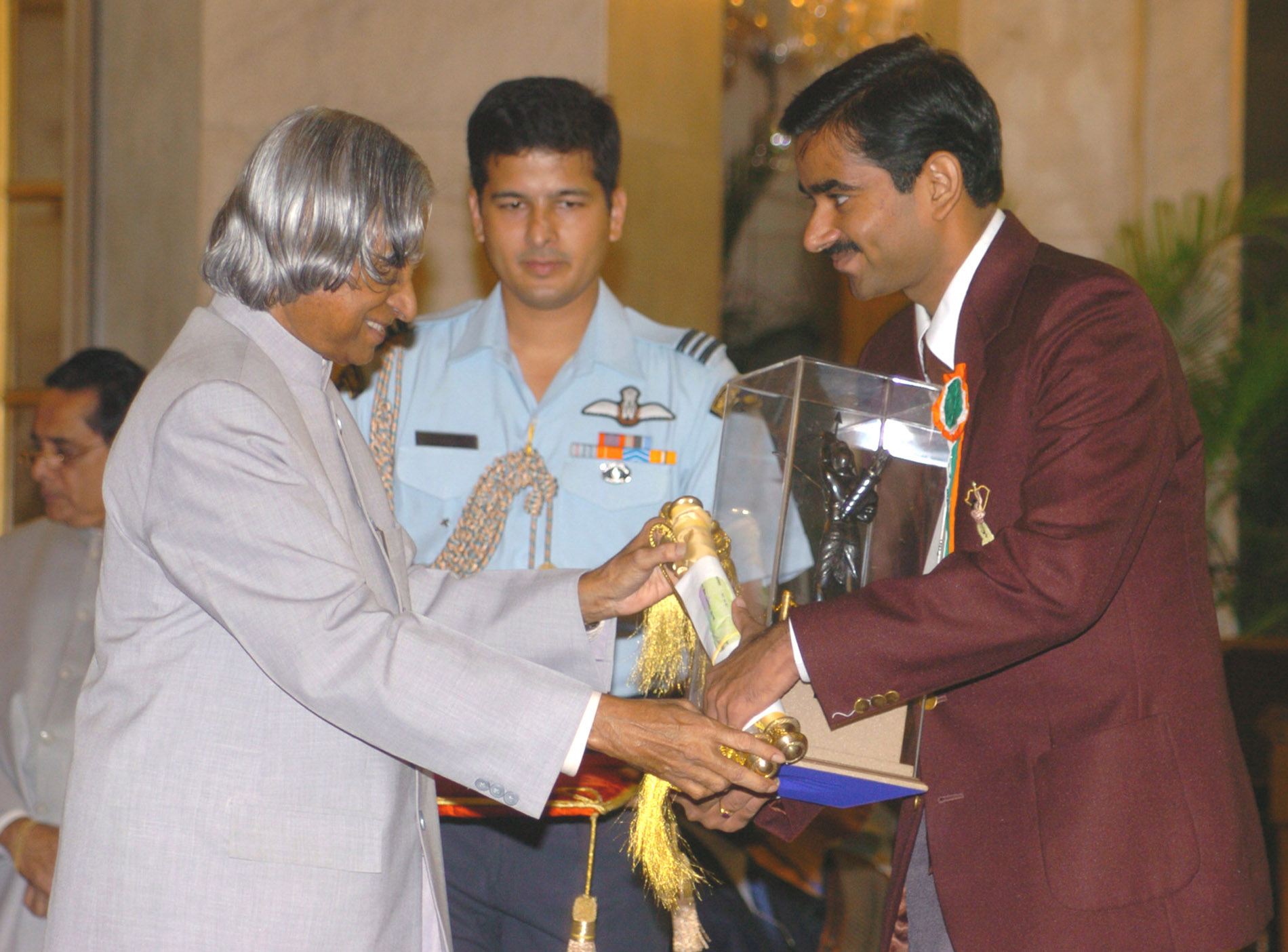
Indiens Präsident A. P. J. Abdul Kalam überreicht Gupta den Arjuna Award für Badminton (2005)

Abhinn Shyam Gupta (* 22. Oktober 1979 in Allahabad) ist ein indischer Badmintonspieler.

## Karriere
Abhinn Shyam Gupta gewann 1995 seinen ersten Titel bei den indischen Einzelmeisterschaften der Junioren. 2001 siegte er erstmals bei den indischen Einzelmeisterschaften der Erwachsenen. Im gleichen Jahr gewann er auch die French Open. 2004 nahm er an Olympia teil und wurde 17. im Herreneinzel.

## Sportliche Erfolge
| Saison | Veranstaltung                              | Disziplin    | Platz | Name               |
| ------ | ------------------------------------------ | ------------ | ----- | ------------------ |
| 1995   | Indien: Einzelmeisterschaften der Junioren | Herreneinzel | 1     | Abhinn Shyam Gupta |
| 1996   | Indien: Einzelmeisterschaften der Junioren | Herreneinzel | 1     | Abhinn Shyam Gupta |
| 2001   | French Open                                | Herreneinzel | 1     | Abhinn Shyam Gupta |
| 2001   | Indien: Einzelmeisterschaften              | Herreneinzel | 1     | Abhinn Shyam Gupta |
| 2002   | Indien: Einzelmeisterschaften              | Herreneinzel | 1     | Abhinn Shyam Gupta |
| 2004   | Mauritius International                    | Herreneinzel | 1     | Abhinn Shyam Gupta |
| 2004   | Südasienspiele                             | Herreneinzel | 2     | Abhinn Shyam Gupta |
| 2004   | Olympia                                    | Herreneinzel | 17    | Abhinn Shyam Gupta |
| 2005   | Kenya International                        | Herreneinzel | 1     | Abhinn Shyam Gupta |